# Slavjanskij Bul'var
Slavjanskij Bul'var in russo Славянский Бульвар?, che letteralmente significa viale slavo, è una stazione della Metropolitana di Mosca, appartenente alla Linea Arbatsko-Pokrovskaja; è stata inaugurata il 7 settembre 2008. Costruita nella tratta che passa al di sopra della Linea Filëvskaja, Slavjanskij Bul'var funge da importante nodo di interscambio per i residenti dei quartieri sud-occidentali situati tra i rami Fruzenskij e Filëvskij.
In origine, la tratta Park Pobedy—Kuncevskaja doveva avere due stazioni, anziché una soltanto. La prima, Minskaja, doveva essere situata al lato occidentale del Parco della Vittoria di Mosca, presso l'incrocio di via Minskaja e viale Kutuzovskij. La seconda stazione, invece, Slavjanskij Bul'var, doveva essere situata sul lato meridionale dello stesso viale Kutuzovskij, nel quartiere Fili-Davydkovo, presso il viale Slavjanskij (da qui il nome). La priorità della costruzione della linea verso Strogino, fece però cambiare al governo i progetti iniziali. La curva della tratta fu ridotta (e pertanto la sua lunghezza fu ridotta di 0,9 km), per risparmiare tempo, e pertanto non venne costruita la seconda stazione. In origine, la stazione Minskaja era la più favorita alla costruzione, ma per le pressioni esercitate dalla popolazione, la posizione di Minskaja avrebbe comunque lasciato il posto a un'altra stazione da costruirsi negli anni successivi; il cambiamento dei progetti, tuttavia, fece sì che la stazione non fosse costruita nel punto originario.
La stazione, disegnata dall'architetto Vadim Volovič, è a singola volta e risulta essere a poca profondità. La volta si appoggia alle mura orizzontali, a causa delle condizioni di isolamento idraulico favorevoli che sono presenti. Internamente, le mura sono ricoperte in marmo verde cubano "Verde Guatemala", sormontato da profili in alluminio per il fissaggio degli elementi di illuminazione. Il pavimento è ricoperto da granito grigio "Aleksandorovskij", ad eccezione del margine della banchina che sarà in gabbro scuro. La banchina conta tre file di panchine.
Vi sono due ingressi in superficie, ognuno collegato con sottopassaggi al di sotto del viale Slavjanskij. La stazione forma un importante nodo di interscambio con il traffico in superficie.